# M-1 (тип підводного човна США)
| ПЧ типу «M-1»              | ПЧ типу «M-1»                                     | ПЧ типу «M-1»                                     |
| -------------------------- | ------------------------------------------------- | ------------------------------------------------- |
|                            |                                                   |                                                   |
|                            |                                                   |                                                   |
| USS M-1                    |                                                   |                                                   |
| Під прапором               | США                                               | США                                               |
| Спуск на воду              | 1914 р (1 човен)                                  | 1914 р (1 човен)                                  |
| Виведений зі складу флоту  | 1922 р                                            | 1922 р                                            |
| Сучасний статус            | утилізований,                                     | утилізований,                                     |
| Проєкт                     |                                                   |                                                   |
| Розробник проєкту          | Electric Boat, Fore River Shipbuilding            | Electric Boat, Fore River Shipbuilding            |
| Основні характеристики     |                                                   |                                                   |
| Швидкість (надводна)       | 14 вузлів (26 км/год)                             | 14 вузлів (26 км/год)                             |
| Швидкість (підводна)       | 10,5 вузлів (19,4 км/год)                         | 10,5 вузлів (19,4 км/год)                         |
| Гранична глибина занурення | 61 м                                              | 61 м                                              |
| Екіпаж                     | 28 осіб                                           | 28 осіб                                           |
| Розміри                    |                                                   |                                                   |
| Довжина найбільша (по КВЛ) | 59,82 м                                           | 59,82 м                                           |
| Ширина корпусу найб.       | 5,8 м                                             | 5,8 м                                             |
| Середня осадка (по КВЛ)    | 3,4 м                                             | 3,4 м                                             |
| Озброєння                  |                                                   |                                                   |
| Артилерія                  | гармата 3” (76 мм), ствол 23 калібри              | гармата 3” (76 мм), ствол 23 калібри              |
| Торпедно- мінне озброєння  | 4 носових ТА калібру 18 дюймів - 467 мм, 8 торпед | 4 носових ТА калібру 18 дюймів - 467 мм, 8 торпед |
| Зображення на Вікісховищі  |                                                   |                                                   |

M-1 -  підводний човен ВМС США розроблений як випробувальний для новітньої технології в будівництві підводних човнів. Він був першим у світі з подвійним корпусом. Встановлені на ньому   акумулятори були нової конструкції і мали вирішити деякі недоліки їх попередників. Досягнення випробувань цього човна  були включені в наступний тип підводних човнів "AA-1".

## Історія
Човен був закладений 2 липня 1914 року на верфі  Fore River Shipbuilding в Квінсі штат Массачусетс, на замовлення проєктувальника Electric Boat.   Був спущений на воду  14 вересня 1915 року, і переданий флоту 16 лютого 1918 року. 
Базувався в  Ньюпорті, Род-Айленд. На відміну від більшості інших підводних човнів США, він не брав участі в  Першій світовій війні. Протягом  перших трьох років човен ніс службу біля східного узбережжя, як навчальний для підводників. 
“М-1”  був виведений з експлуатації 15 березня 1922 після зіткнення з надводним військовим кораблем. Наступного дня після аварії він був проданий на металобрухт і  утилізований 25 вересня  в Філадельфії, штат Пенсільванія.